# 日本國鐵DD91型柴油機車
DD91型柴油机车（日语：DD91形ディーゼル機関車）是日本國有鐵道的液力傳動柴油機車車型之一，由新三菱重工业于1962年设计制造。该型机车属于实验性车型，仅试制了一台并未投入批量生产，但为后来的DD54型柴油机车奠定了基础。

## 开发背景
1950年代初，日本国有铁道受到美国和联邦德国（西德）的影响，也开始推动非电气化干线的牵引动力内燃化改革。1952年，日本正式结束了石油制品统制制度，日本国铁随即恢复新型柴油机车的研制工作。在国铁柴油机车的开发和摸索阶段，日本国内的铁路机车制造商先后试制了一系列原型车，日本国铁并与制造商订立了车辆贷借契约，以租借的名义将这些原型车纳入国铁车辆编制及进行试验，1962年研制成功的DD91型柴油机车即为其中之一。
DD91型柴油机车是新三菱重工业研制的1800马力液力传动柴油机车，取代了DF93型柴油机车成为当时日本国内功率最大的单机组液力传动柴油机车。这款机车借鉴了德国联邦铁路的V160、V200型柴油机车，其柴油机、液力传动装置、辅助传动系统等设备均由西德进口。

## 运用历史
1962年初，DD91 1号机车在新三菱重工业三原制作所落成，同年6月日本国铁从日立制作所借入这台机车，配属福知山铁道管理局福知山机关区，担当山阴本线和福知山线的旅客列车牵引任务，至1965年车辆贷借契约完结后返还新三菱重工业。

## 技术特点
DD91型柴油机车是客货运通用的液力传动柴油机车，采用全钢焊接结构的非贯通箱型车体。车体两端各设有一个司机室，司机室内机车运行方向的左侧设有司机操纵台，右侧设有副司机座席及手制动手柄，司机室两侧设有供乘务员乘降的侧门。车体中部是动力室和冷却室，并设有贯通式双侧内走廊连接两端司机室。车内还设有一台为旅客列车供暖的蒸汽锅炉。车体下方吊挂有燃油箱和锅炉水箱。DD91型柴油机车采用特殊的B-1-B轴式配置，包括两台装有车轴齿轮箱的两端转向架、一台只承受车体重量的中间单轴转向架。
DD91型柴油机车装用一台从西德引进的迈巴赫MD870型柴油机（MTU公司的新型号为MD 16 V 538 TB型），这是一种四冲程、16气缸、水冷式、涡轮增压、带中间冷却器的V型高速柴油机，采用了隧道式钢板焊接曲轴箱、钢头铝裙油冷组合活塞、圆盘式曲轴和球形预燃室等技术。气缸直径为185毫米，活塞行程为200毫米，气缸夹角为60°，标定功率为2000马力（1490千瓦），装车功率为1820马力（1350千瓦），额定转速为每分钟1500转。这款柴油机是迈巴赫公司最畅销的柴油机产品之一，不仅被大量装用于德国联邦铁路的V160型柴油机车，并且还广泛装用在出口到多个国家的柴油机车，例如西班牙的340型柴油机车、英国的35型柴油机车、苏联的TG400型柴油机车、美国的ML4000型柴油机车等。
DD91型柴油机车是单机组的液力传动柴油机车，液力传动系统主要包括液力传动箱、车轴齿轮箱、万向轴及弹性联轴节等，采用同样由迈巴赫开发的K184U型米基德罗液力传动装置。这种传动装置由一个单级离合变扭器和带有锁爪的同步离合器组成的四级变速齿轮构成，换档是通过锁爪式同步离合器进行，而不是像福伊特型传动装置那样通过充排油换档。米基德罗液力传动装置具有体积轻巧和高效区较宽的优点，但缺点是结构相对复杂和换档时牵引力短暂下降。K184U型传动装置除了被用于德国联邦铁路的V200.1型柴油机车外，也被应用于出口苏联的TG400型柴油机车和出口西班牙的353型柴油机车。除了柴油机和液力传动装置外，DD91型柴油机车所使用的冷却系统、静液压驱动装置、起动发电机、车轴齿轮箱和万向轴等部件均采用进口产品。